# George Davis

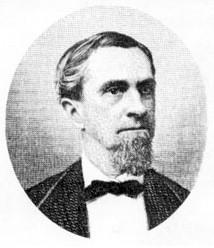
George Davis

George Davis (New Hanover County 1820 - 1896) was tijdens de Amerikaanse Burgeroorlog lid van het Congres van de Geconfedereerde Staten van Amerika en minister van Justitie.
Davis werd geboren op een plantage in de staat North Carolina en verwierf in zijn thuisstaat naam als advocaat. Na het uitbreken van de Amerikaanse Burgeroorlog in 1861 werd Davis lid van het Voorlopig Congres van de Geconfedereerde Staten van Amerika. Van 1861 tot december 1863 was hij een vooraanstaand lid van de senaat van het Congres van de Confederatie en loyaal medestander van president Jefferson Davis. 
Davis benoemde hem vanaf 1 januari 1864 tot minister van Justitie, wat Davis bleef tot op het einde van de oorlog in april 1865. In deze functie kwam hij geregeld in conflict met gouverneur van North Carolina Zebulon Vance. Na de oorlog zat Davis korte tijd gevangen, maar hij kon zijn advocatenpraktijk hernemen. Hij gaf vele lezingen over diverse culturele en historische onderwerpen en overleed in 1896. 
- Library of Congress Control Number: n2003075932
- SNAC: w6kp8bgf
- Virtual International Authority File: 28910104
- WorldCat: E39PBJjT4YQrRpjDXTmKyxBXVC